# 弗兰克·汉森
弗兰克·汉森（挪威語：Frank Hansen，1945年8月4日—），挪威男子赛艇运动员。他曾代表挪威参加1972年和1976年夏季奥林匹克运动会赛艇比赛，共获得一枚金牌和一枚银牌。